# 谷文晁
谷文晁（日语：／ Tani Bunchō，1763年10月15日—1841年1月6日），日本江户时代的画家和诗人，他早年即开始学习绘画技巧，成年后漫游于日本各地。 他的作品不拘一格，充满创意。在德川幕府时期影响深远。